# Els fabulosos Baker Boys
Els fabulosos Baker Boys (títol original: The Fabulous Baker Boys) és una pel·lícula estatunidenca, escrita i dirigida per Steve Kloves, estrenada el 1989 i doblada al català.

## Argument
Els fabulosos Baker Boys, Jack (Jeff Bridges) i Frank (Beau Bridges), són germans que viuen a Seattle, i porten una vida entre salons i bars de música, el seu truc és que toquen jazz intricat i duets pop en pianos de cua. Frank és un manetes en els negocis mentre Jack, senzill, atractiu, i amb més talent com a intèrpret, sembla desil·lusionat i avorrit amb el material que toquen. És, no obstant això, capaç de viure una existència còmoda i lliure de responsabilitats a causa de la gestió de Frank, dormint on i amb qui li plau. Frank té una dona i família que adora, però Jack no té cap connexió personal en la seva vida privada, a part d'Eddie, el seu envellit gos labrador, i Nina, la nena solitària, filla de mare soltera que viu al seu edifici. En tots els altres aspectes, professionalment i personalment, la vida de Jack és una sèrie de parades d'una nit buides. Contracten una cantant (Michelle Pfeiffer) per actualitzar el seu número però la dona causa aviat tensions entre ells...

## Repartiment
- Michelle Pfeiffer: Susie Diamond
- Jeff Bridges: Jack Baker
- Beau Bridges: Frank Baker
- Ellie Raab: Nina
- Xander Berkeley: Lloyd
- Dakin Matthews: Charlie
- Ken Lerner: Ray
- Albert Hall: Henry
- Jennifer Tilly: Monica Moran/Blanche

## Al voltant de la pel·lícula
Encara que la pel·lícula es desenvolupi en el present, l'ambient i els diàlegs semblen ancorats en la nostàlgia dels anys 1940.
El crític cinematogràfic Roger Ebert descriu aquesta pel·lícula com " una de les pel·lícules que utilitzaran com a document, anys a venir, quan comencin a localitzar els passos amb els quals Pfeiffer es va convertir en una gran estrella.

## Premis i nominacions

### Premis
- 1990. Globus d'Or a la millor actriu dramàtica per Michelle Pfeiffer
- 1990. Grammy al millor àlbum original instrumental per cinema o televisió per Dave Grusin
- 1991. BAFTA al millor so per J. Paul Huntsman, Stephan von Hase, Chris Jenkins, Gary Alexander i Doug Hemphill

### Nominacions
- 1990. Oscar a la millor actriu per Michelle Pfeiffer
- 1990. Oscar a la millor fotografia per Michael Ballhaus
- 1990. Oscar al millor muntatge per William Steinkamp
- 1990. Oscar a la millor banda sonora per Dave Grusin
- 1990. Globus d'Or al millor guió per Dave Grusin
- 1991. BAFTA a la millor actriu per Michelle Pfeiffer
- 1991. BAFTA al millor guió original per Dave Grusin